# آمایش دای

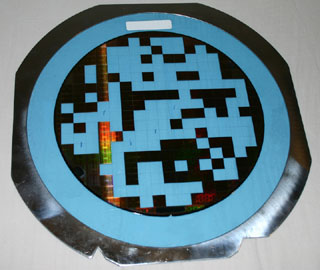
ویفر روی نوار آبی چسبانده شده و به تکه‌هایی بریده شده و بعضی دای‌های خاص حذف‌شده

آمایش دای (به انگلیسی: Die preparation)مرحله‌ای از برساخت افزاره‌های نیم‌رسانا است که طی آن یک ویفر برای بسته‌بندی آی‌سی و آزمایش آی‌سی آماده می‌شود. فرایند آمایش دای معمولاً از دو مرحله تشکیل می‌شود: نصب‌کردن ویفر و دای‌سازی ویفر.

## نصب‌کردن ویفر
نصب‌کردن ویفر مرحله‌ای است که در هنگام آمایشِ دایِ ویفر به‌عنوان بخشی از فرایند ساخت نیم‌رسانا انجام می‌شود. در این مرحله، ویفر بر روی یک نوار پلاستیکی که به یک حلقه متصل است، نصب می‌شود. نصب‌کردن ویفر درست قبل از برش ویفر به دای‌های جداگانه انجام می‌شود. لایه چسبی که ویفر روی آن نصب شده‌است تضمین می‌کند که دای‌های منفرد درطول «دای‌زنی» محکم در جای خود باقی می‌مانند، به صورتی که این فرایند برش‌زنی ویفر نامیده می‌شود.

## برش‌زنی دای-نیم‌رسانا
در ساخت افزاره‌های ریزالکترونیکی، برش‌زنی دای، دای‌زنی یا تَکینِش (به انگلیسی: singulation) فرایند کاهنده یک ویفر دربرگیرنده چندین مدار مجتمع یکسان به دای‌های جداگانه که هرکدام دربرگیرنده یکی از آن مدارها هستند، است.

## بیشتر خواندن
- Kaeslin, Hubert (2008), Digital Integrated Circuit Design, from VLSI Architectures to CMOS Fabrication, Cambridge University Press, section 11.4.